# Fuxing (Hochgeschwindigkeitszug)
Fuxing (chinesisch 復興號 / 复兴号, Pinyin Fùxīng Hào – „Erneuerung“) (auch China Standardized EMU oder Fuxing Hao) bezeichnet eine Familie von Hochgeschwindigkeitszügen, die von der chinesischen Eisenbahn betrieben werden. Die elektrischen Triebzüge wurden ab 2012 von CRRC Qingdao Sifang und CRRC Changchun entwickelt. Am 30. Juni 2015 wurde ein erster Triebzug vorgestellt und schließlich am 15. August 2016 in Dienst gestellt. Ende 2024 wurde mit dem CR450 der weltweit schnellste kommerzielle Hochgeschwindigkeitszug vorgestellt, der im Regelbetrieb bis zu 400 km/h erreichen kann.

## Geschichte
Zunächst in der englischsprachigen Presse als China Standardized EMU angekündigt, wurden die Triebzüge im Juni 2017 in Fuxing umbenannt.  Gleichzeitig etablierten sich Spitznamen wie Blauer/Roter Delfin (für den CR400AF aus Qingdao) und Goldener Phönix (für den CR400BF aus Changchun). Neben diesen CR400 wurden Varianten für geringere Geschwindigkeiten gebaut.
Außerdem wird die indonesische Schnellfahrstrecke Jakarta–Surabaya mit Achtwagenzügen einer Exportversion des Typs CR400AF betrieben. Die Fertigstellung des Abschnitts Jakarta–Bandung fand im Oktober 2023 statt.

## Varianten
Die Bezeichnung besteht in der Regel aus CR (China Railway), der geplanten Höchstgeschwindigkeit, einem Herstellerkürzel und einem F bei Triebzügen. Für CRRC Qingdao Sifang steht dabei ein A, für CRRC Changchun ein B. Nach einem Bindestrich werden weitere Informationen gegeben: Ein A steht für einen Zug mit 16 Wagen, ein B entsprechend für 17 Wagen, ein C kennzeichnet ATO-Tauglichkeit, ein G nimmt auf eine Tauglichkeit für extremeres Wetter Bezug (Wintertauglichkeit und Resistenz gegen Sandstürme) und ein Z kennzeichnet Triebzüge mit überarbeitetem Design.

### CR400

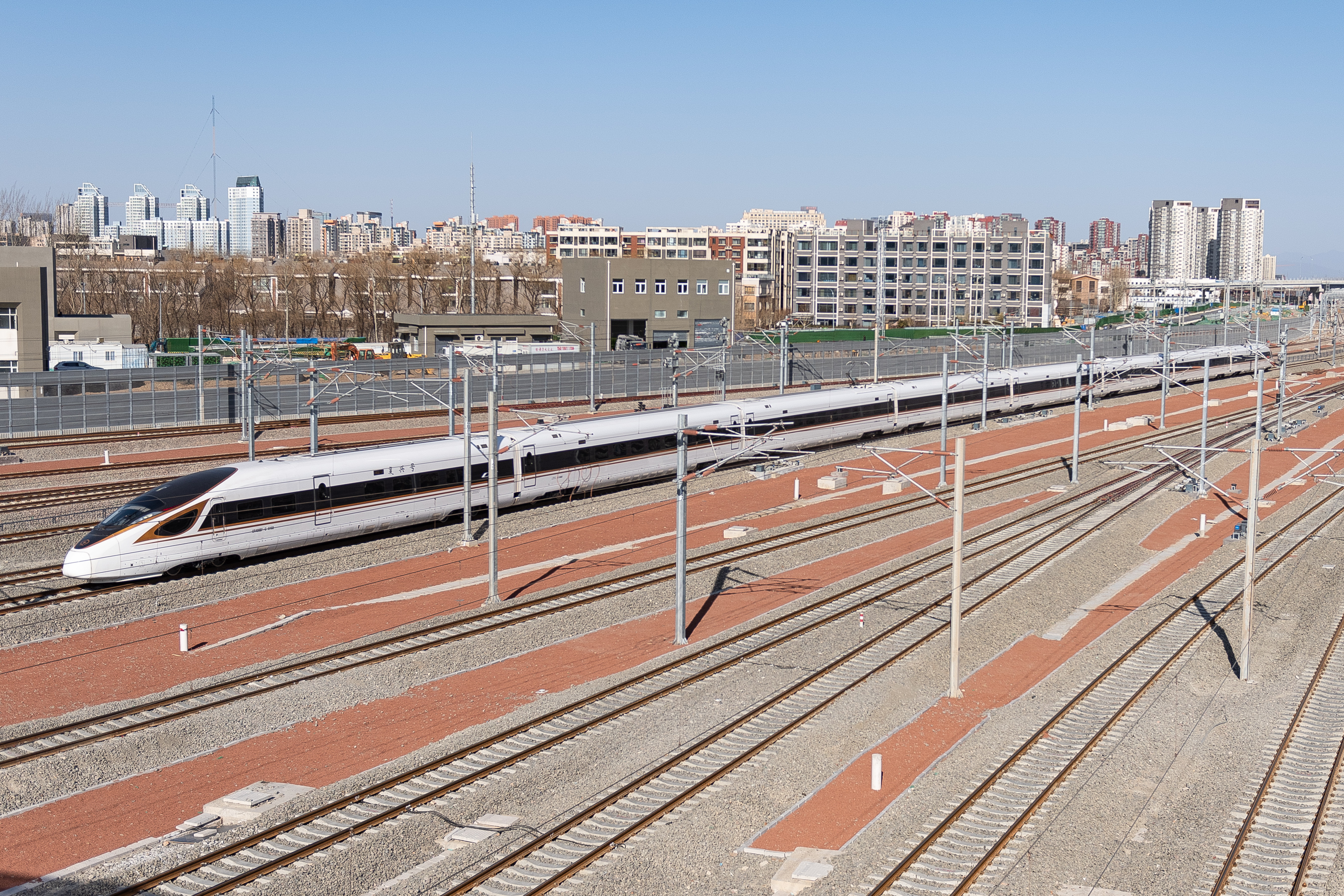
CR400BF-G für extreme Wetterverhältnisse

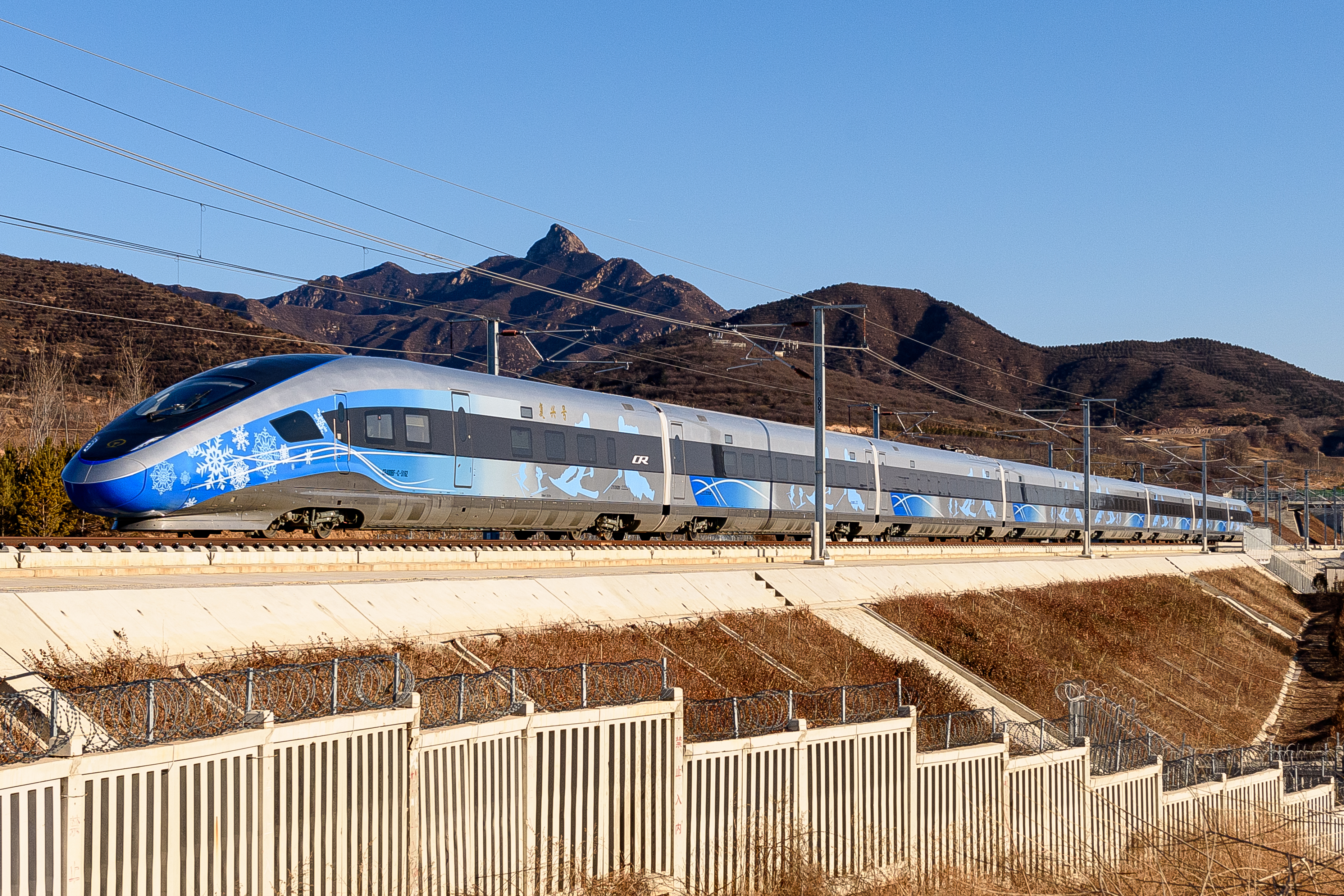
CR400BF-C mit überarbeiteter Formgebung

Die Triebzüge der CR400 sind die schnellsten in Betrieb befindlichen Fuxing. Wie ihr Name andeutet, wurde bei ihrer Planung eine Geschwindigkeit von 400 km/h angestrebt (Probefahrt bei 420 km/h), im Regelbetrieb liegt die Höchstgeschwindigkeit jedoch bei 350 km/h.
Die achtteiligen Baureihen CR400AF oder -BF bieten 556 beziehungsweise 576 Sitzplätze, die Baureihen CR400AF-A/BF-A sind mit 1193 Sitzen in 16 Wagen ausgestattet und die Variante mit 17 Wagen (Suffix -B) bietet 1283 Personen Platz. Die Breite der Züge liegt bei 3,360 Metern, ihre Höhe bei 4,050 Metern. Die Zuglänge variiert je nach Zahl der Wagen zwischen 209 und 439,9 Metern.

### CR300

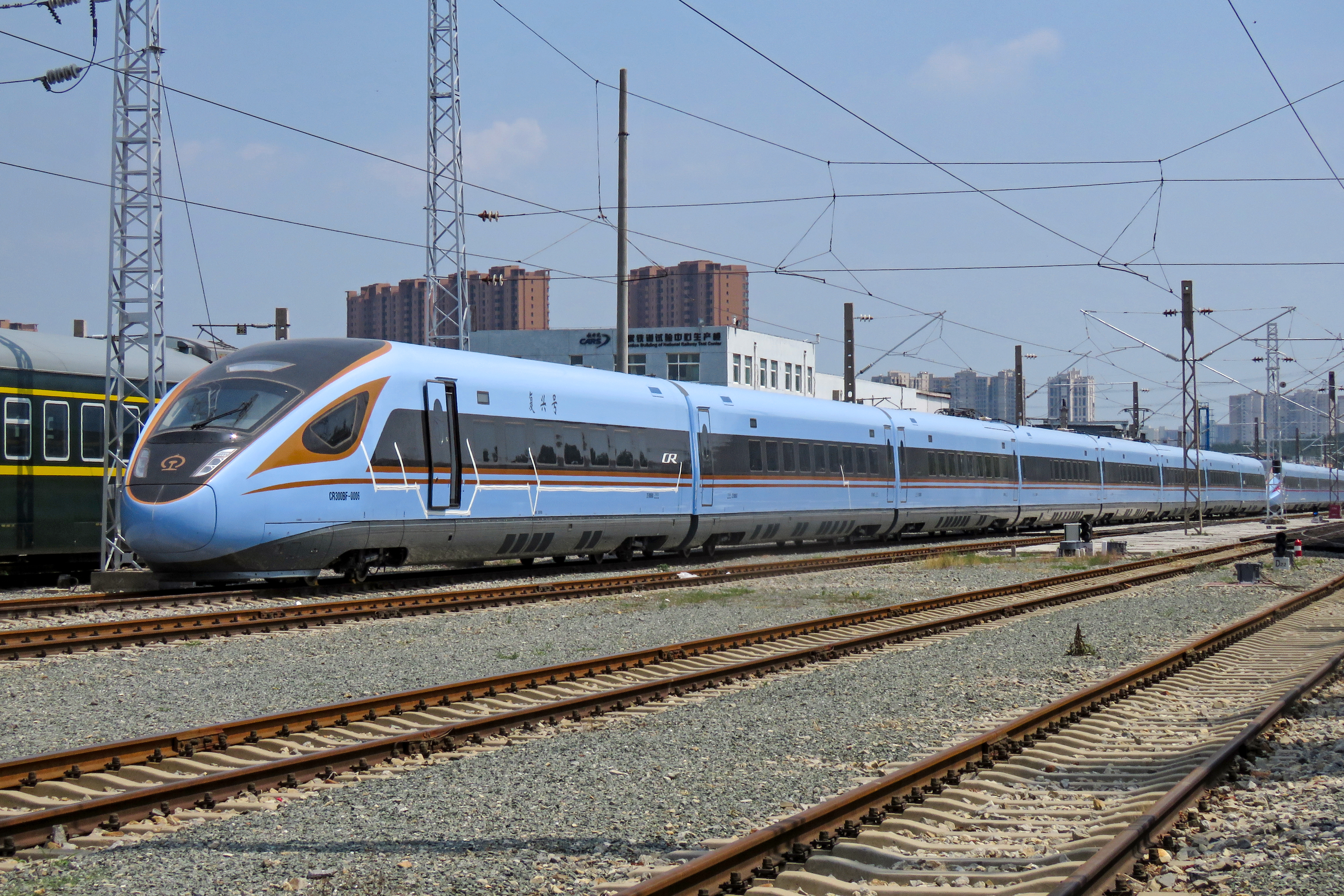
CR300BF

Für den im Jahr 2018 eingeführten Fuxing CR 300 wird eine Standard-Höchstgeschwindigkeit von 300 km/h angestrebt, im Regelbetrieb liegt die Höchstgeschwindigkeit jedoch bei 250 km/h. Der CR 300 AF wird von CRRC Qingdao Sifang und der CR300BF von CRRC Changchun Railway Vehicles gebaut.
Für das Thai-Chinese High-speed Rail Project sind CR300AF vorgesehen. Achtwagenzüge mit 594 Sitzen sollen ab 2027 auf einer rund 250 Kilometer langen Neubaustrecke zwischen Bangkok und Nakhon Ratchasima verkehren.

### CR200

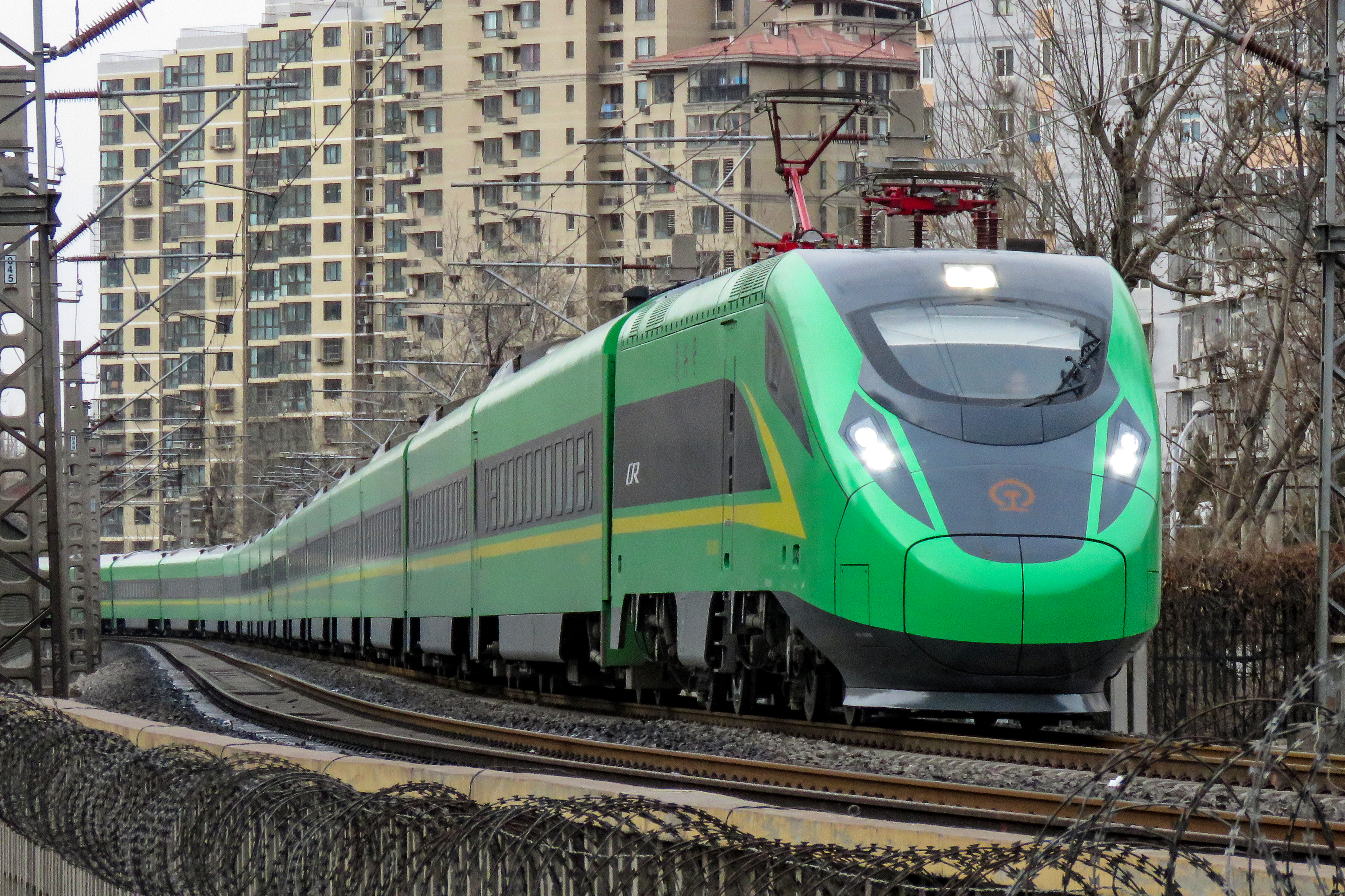
CR200J

Für den Betrieb abseits der Hochgeschwindigkeitsstrecken wurden die CR200J entwickelt. Bei einer Probefahrt erreichte der Zug eine Höchstgeschwindigkeit von 210 km/h, im Regelbetrieb liegt die Höchstgeschwindigkeit jedoch bei 160 km/h. Sie bestehen aus einem oder zwei Triebköpfen und Wagen, sodass Züge mit über 500 Metern Länge gebildet werden können.
Eine Variante für den Verkehr auf elektrifizierten und nicht elektrifizierten Strecken ist der CR200JS-G. Dieser rund 300 Meter lange Typ hat zwei Diesellokomotiven des Typs FXN3-J (je 3500 kW Leistung) und eine sechsachsige Elektrolokomotive des Typs HXD1D-J (7200 kW Leistung) sowie neun Mittelwagen eingereiht. Es können fast 800 Fahrgäste befördert werden.
Die CR200J kommen auch international auf der China-Laos-Eisenbahn zum Einsatz. 2021 wurden Züge des Typs LCR200J3-B mit je einem Triebkopf und acht Wagen ausgeliefert. Sie sind 232,4 Meter lang und haben eine Höchstgeschwindigkeit von 160 km/h. Die Triebköpfe haben 5600 kW Leistung. Es sind 56 Sitzplätze in der ersten Klasse und 664 Sitze in der zweiten Klasse vorhanden.

### CR450-Prototypen
Seit 2018 wird intensiv an einer Weiterentwicklung der CR400 zu den CR450 gearbeitet. Ziel ist es, bei einer betrieblichen Höchstgeschwindigkeit von 400 km/h gleich viel Energie zu benötigen wie die CR400 bei 350 km/h. Es ist geplant, die Züge zunächst ab 2025 auf der Schnellfahrstrecke Peking-Shanghai einzusetzen. Im Dezember 2024 wurden zwei achtteilige Prototypen ausgeliefert und anschließend der Öffentlichkeit vorgestellt. Wie bei den CR400 gibt es zwei Varianten, die CR450AF und die CR450BF. Die Züge werden mit permanenterregten Synchronmaschinen angetrieben. Bei den Testfahrten wurde eine Höchstgeschwindigkeit von 453 km/h erreicht, im Begegnungsverkehr mit einem CR400 eine Relativgeschwindigkeit von 891 km/h.

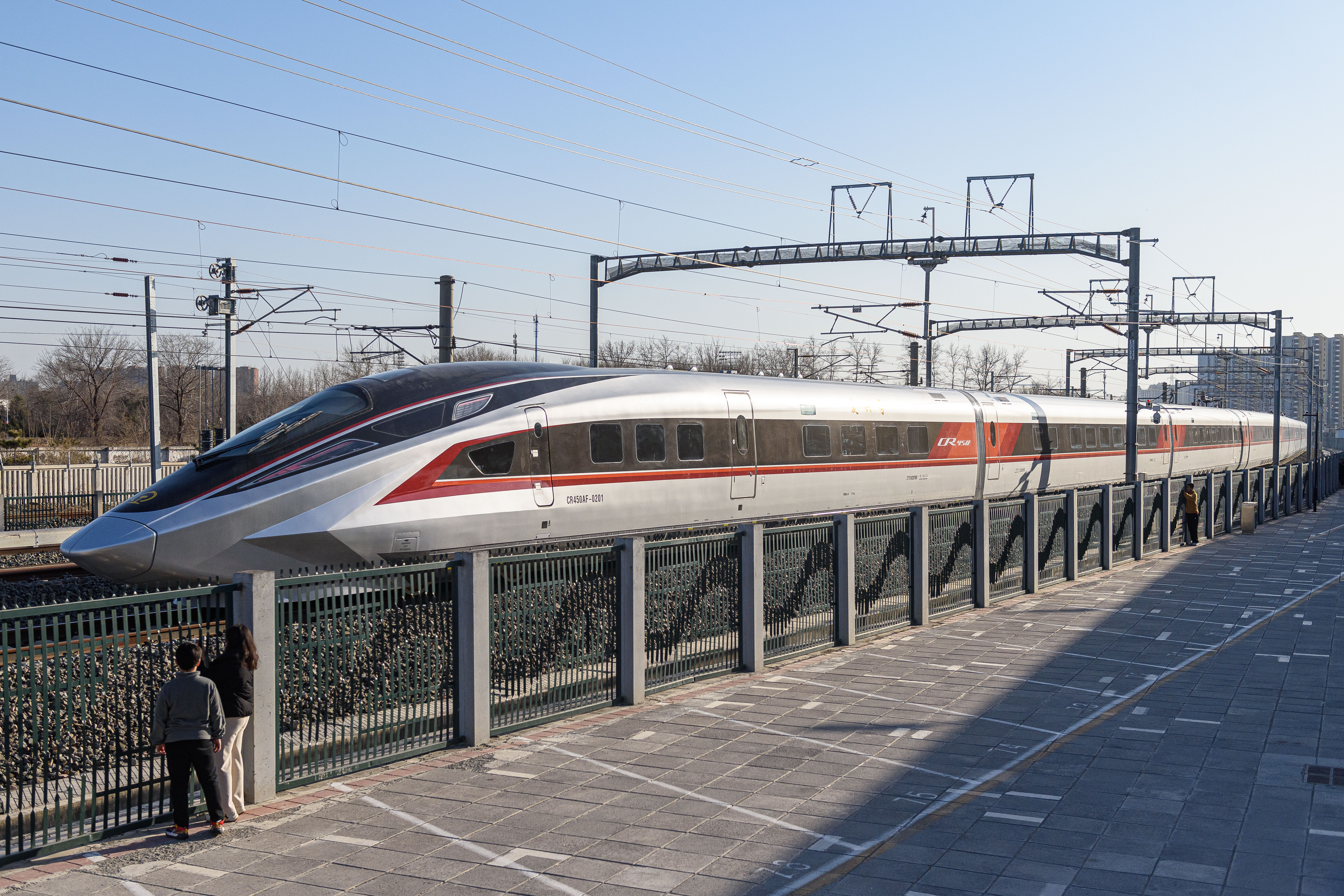
CR450AF
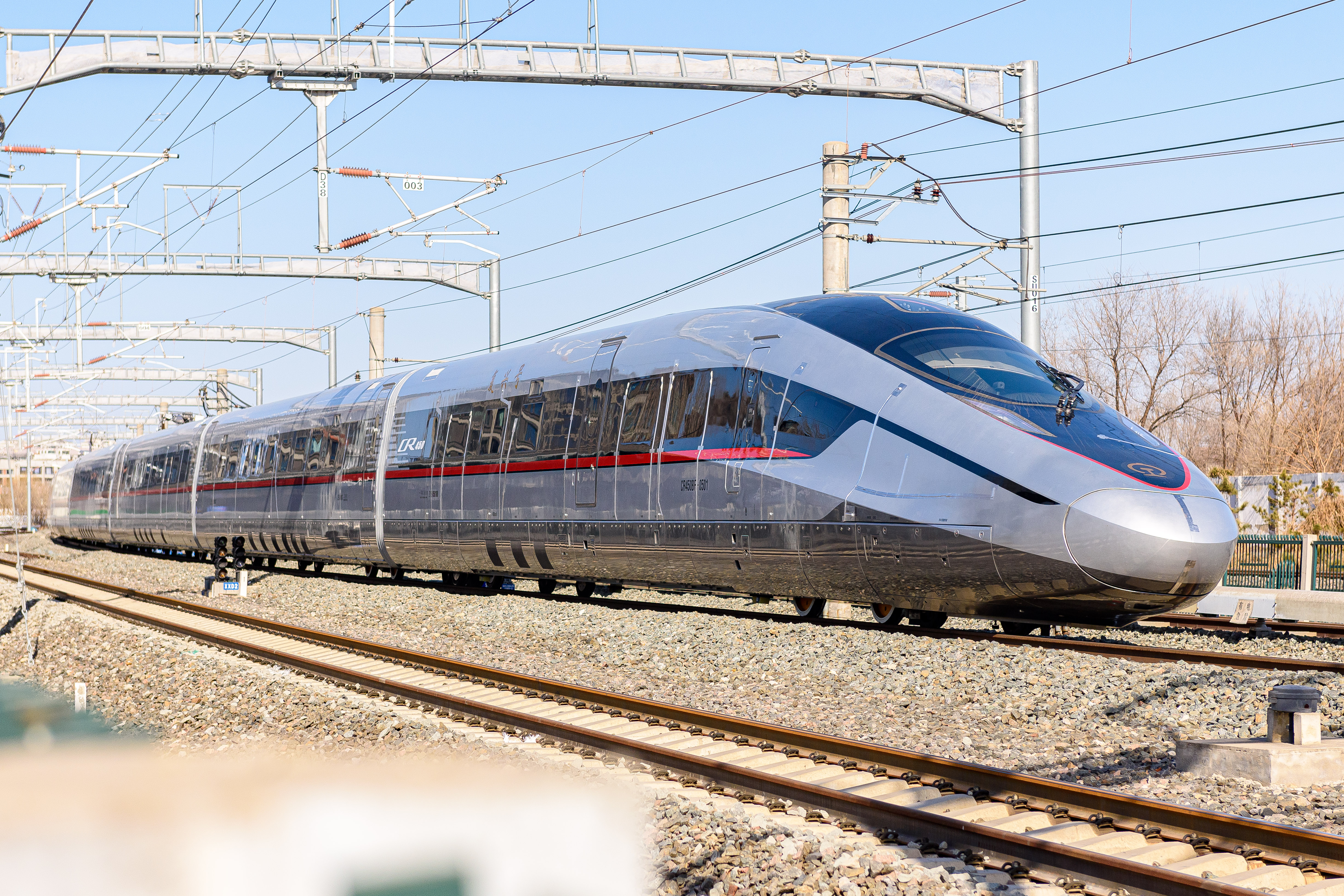
CR450BF